# Unintended Consequences
 (mai 2020).
Si vous disposez d'ouvrages ou d'articles de référence ou si vous connaissez des sites web de qualité traitant du thème abordé ici, merci de compléter l'article en donnant les références utiles à sa vérifiabilité et en les liant à la section « Notes et références ».
Unintended Consequences est un roman de John Ross (en), publié pour la première fois en 1996 par Accurate Press.
L'histoire relate les chroniques de la culture des armes, du droit aux armes, et du contrôle des armes à feu aux États-Unis du début des années 1900 jusqu'à la fin des années 1990. Bien que clairement une œuvre de fiction, l'histoire se mêle furieusement avec des faits historiques, ce qui inclut des figures réelles historiques qui jouent des rôles mineurs d'arrière-plan. 
Le roman contient également des faits, chiffres et explications inhabituellement détaillés et complexes sur beaucoup de sujets relatifs aux armes à feu. La couverture a une photo de Lady Justice attaquée par un agent du ATF. Le livre a été classé par la revue littéraire dominicale du New York Times comme l'un des livres épuisés les plus recherchés de 2013.

## Contexte
L'histoire fait charnière entre la mise en place, et les conséquences involontaires qui en découlent, de plusieurs législations et réglementations américaines relatives aux contrôle des armes: le National Firearms Act de 1934, le Gun Control Act de 1968, le Firearm Owners Protection Act de 1986, le Assault Weapons Importation Ban activé par ordre exécutif Présidentiel en 1989 et le Federal Assault Weapons Ban de 1994.
Sa thèse, comme présentée dans la Note de l'Auteur - Un Avertissement au début de l'ouvrage, est qu'un harcèlement excessif, par ce qui est massivement perçu comme un gouvernement hostile d'occupation, se terminera inévitablement en révolte si la zone occupée est assez grande et possède une culture qui est significativement différente de l'état occupé, et que cette révolte sera imbattable si les rebelles utilisent une résistance sans chef et technologiquement rudimentaire.

## Personnages
- Henry Bowman est le personnage principal, bien que l'histoire commence en 1906, bien avant la naissance de Bowman le 10 janvier 1953. L'histoire est narrée principalement de sa perspective lorsqu'il est alors au début de sa quarantaine. Bowman a grandi dans la région de St. Louis, Missouri, où la majeure partie de l'histoire se déroule. Il est un géologue expérimenté, un tireur de précision autodidacte, une autorité sur les sujets des armes à feu, des munitions et de la self-défense, ainsi que pilote. Bowman vit sur un demi-hectare près de la zone métropolitaine de St. Louis, Missouri. Il y a une ancienne carrière abandonnée sur son terrain que Bowman utilise pour le tir récréatif. Bowman, dans le roman, apprécie la possession de voitures performantes et conduire à haute vitesse sur les autoroutes inter-états. Dans une partie du roman, il pilote son vieux camion GMC modifié en bolide contre une Porsche rivale, avec Bowman vainqueur, conduisant à plus de 225 km/h pour l'emporter. Bowman possède également plusieurs fausses identités qu'il utilise pour différentes raisons dans le roman. Bowman est un parachutiste chevronné.
- Walter Blackout Bowman est le père de Henry. Un pilote très compétent et officier de l'U.S. Navy, il forma des aviateurs de l'aéronavale durant la 2nde Guerre Mondiale, prenant sa retraite au rang de Lieutenant Commander. Il représente la partie studieuse, responsable et réfléchie du jeune Bowman. L'auteur a déclaré que le vieux Bowman est basé sur son propre père.
- Max Collins est l'oncle de Bowman. Son portrait donne un personnage haut en couleur qui est un tireur expert, joueur professionnel et un homme à femmes aguerri. Il servit dans les troupes aéroportées lors du Jour-J, et tua un officier Allemand au combat avec son fusil de sniper. Dans le roman, lors d'une compétition de tir de 1960 au Nevada, il parie sur le tir de son neveu Henry, remportant 10,000 $. Il représente la partie aventureuse, spontanée et agressive de Henry Bowman. L'auteur a déclaré que Collins et basé sur son propre oncle.
- Irwin Mann est un survivant de l'Holocauste et du ghetto de Varsovie, et l'un des participants-clefs de la révolte du ghetto de Varsovie. Son inclusion dans l'histoire permet une étude de l'utilisation des armes à feu par le citoyen moyen pour repousser un gouvernement oppressif, et relier les mesures de contrôle des armes des Nazis aux efforts du gouvernement US pour contrôler les armes à feu.
- Ray Johnson est un avocat de New York, originaire de Aspen, Colorado, qui déménagea en Afrique vers 1963 et devint un guide pour safari de grande-chasse. Son retour aux États-Unis en 1994 sert à illustrer combien les libertés des propriétaires d'armes américains ont été rognés, à cause de législation et un ordre exécutif activés durant son absence. À l'aéroport, les autorités douanières tentent de confisquer un fusil anglais à double canon valant près de US40,000 $, un FN FAL semi-automatique belge, un révolver Smith & Wesson 2" Chief's Special, et son chapeau qui porte un bandeau en peau de léopard. Ray appelle son ami Henry, et Henry passe quelques appels en sa faveur à un ami qui est un agent très haut placé des  Douanes. Ray reçoit le droit de conserver ses armes et d'entrer aux États-Unis.
- Allen Kane est un important vendeur de mitrailleuses qui est l'ami de toujours d'Henry. Un basculement majeur dans l'intrigue du roman se produit lorsque Henry découvre des agents ATF corrompus montant un coup contre Allen, lui-même, et un autre vendeur d'armes à feu afin de les piéger. Allen aide et accompagne Henry dans la majeure partie du roman.
- Cindy Caswell est une victime d'abus sexuels sur mineure et du crime organisé qui devient très importante au cours du développement du combat pour la liberté. Elle vient de Rolla, Missouri. Elle est enlevée par des sbires de la mafia lors d'un voyage à Chicago, Illinois, qui la force à devenir une esclave sexuelle pour des pontes et leaders de la mafia. Après plusieurs années, elle s'évade et rencontre Henry Bowman lors d'un meeting des Alcooliques Anonymes. elle assassine plusieurs politiciens et législateurs pro-contrôle des armes et étatistes dans le roman. L'auteur a été critiqué pour avoir créé un fantasme d'adolescent avec ce personnage. Dix ans après avoir écrit ce roman, Ross rencontra Tammy Chapman, dont les jeunes années partagent une ressemblance avec Caswell. Ross et Chapman vivent désormais ensemble à St. Louis.

## Intrigue
Le protagoniste du roman, Henry Bowman, montre un don précoce pour les armes à feu, s'entrainant qu'il en trouve le temps. Encouragé par son père, il rassemble une impressionnante collection d'armes à feu et acquiert une expérience significative du pilotage de petits appareils. Durant l'université, Bowman est volé, battu, et sodomisé par un gang rural. Cet incident va presque le détruire et le rend alcoolique durant un certain temps.
Lors d'un gun show à Indianapolis, Indiana, avec son ami Allen Kane, Bowman humilie publiquement un agent du Bureau of Alcohol, Tobacco, Firearms and Explosives (ATF), Wilson Blair. L'un des hommes de Blair essayait de ruser et piéger un ami vendeur d'armes. Blair en prend personnellement offense, et avec le soutien du directeur de l'ATF, commence à planifier sa revanche. Quelques années plus tard, Blair et ses agents subordonnés de l'ATF prévoit de monter un coup contre Henry et ses amis en les faisant passer pour terroristes, contrebandiers, et contrefacteurs. Ils prévoient de placer une preuve alors que ces personnes sont en vacances. À l'insu de Blair, Bowman décale son départ à la dernièyre minute en raison d'un travail sur lequel il s'est engagé, et se trouve alors sur la propriété de son ami lorsque les agents arrivent. Bowman suppose que les agents sont des voleurs et les repousse lors d'une fusillade avec eux, les tuant ou capturant tous et par là-même découvrant la vérité sur le raid..
Bowman réalise que sa vie vient d'être irrévocablement modifiée. Il oblige Blair à enregistrer une confession vidéo de ses actions illégales, puis le tue Blair et se débarrasse de toutes les preuves légistes attestant de la présence de l'agent. Par la suite, il traque et tue les subordonnés de Blair. Bowman et son plus proche ami commence alors à tuer systématiquement tous les agents ATF à travers le pays - que Bowman juge supportant la violation illégitime des droits constitutionnels des citoyens, et abuser du pouvoir gouvernemental - ainsi que les politiciens qui ont supporté une législation du contrôle des armes à feu inconstitutionnelle. De façon simultanée Bowman publie l'enregistrement de Blair sur CNN, qui clame que Blair et ses compagnons ont changé d'avis, réalisant que ce qu'ils faisaient était mal, et qu'ils se vouent désormais à l'élimination des autres agents ATF. Au milieu de la traque nationale de Blair et compagnie, Bowman continue à empiler les cadavres.
Finalement, alors que l'ATF et le FBI sont incapables de traquer ceux responsables des meurtres, le Président des États-Unis est forcé de s'adresser à la nation en faisant part de son intention  d'abroger les lois inconstitutionnelles, incluant le  National Firearms Act de 1934 et le Gun Control Act de 1968.

### Récits fictifs d’événements historiques réels
L'histoire contient plusieurs récits fictifs d'événements historiques réels. L'auteur insère des personnages fictifs, dialogues et des non-dits de vraies personnes lors de ces événements. Ces événements ne sont pas vraiment utilisés comme arrière-plan ou contexte pour l'action du roman; au lieu de cela, un traitement détaillé de ces événements occupent des douzaines de pages. en particulier, les évènements suivant sont détaillés de façon étendue :
- Marche des Bonus de l'Armée sur Washington, D.C. (1932)
- Soulèvement du Ghetto de Varsovie (1943)
- Bataille de Athens, Tennessee (1946)
- Raid sur Ken Ballew (1971)
- Raid MOVE à Philadelphia (1985)
- Fusillade du FBI à Miami, Florida (1986)
- L'armurier avec permis -NFA Jerry Drasen (1988) envoyé en prison sans avoir enfreint aucune loi, loi interprétée afin de s'appliquer aussi bien à un morceau de fusil inopérant et non assemblé qu'au fusil complet.
- Raid de l'ATF sur John Lawmaster à Tulsa (1991)
- L'incident avec Ruby Ridge en Idaho (1992)
- La collection d'armes de Aron S. Lipman (1992) confisquée par l'ATF, avoir poursuivi Aron uniquement après qu'il a réclamé sa collection. Poursuivi pour conspiration du viol de lois fédérales sur les armes à feu.
- Siège de Waco (1993)
- L'armurier de classe 3 NFA William Fleming (1994) est envoyé en prison pour avoir humilié l'expert-témoin de l'ATF, pour défense lors d'un assaut en représailles, envoyé en prison pour effraction non-criminelle d'obscurs documents
- Le raid du 25 mai 1994 sur Harry et Terry Lamplugh, ATF piétina leur chat domestique à mort, détruisit la maison des Lamplughs, lors de leur raid. inconstitutionnel et illégal.
- L'attaque à la bombe sur Oklahoma City (1995).

## Réception
Le livre est épuisé dans son format en couverture rigide. On le trouve encore d'occasion. Le roman s'est vendu à plus de 60 000 copies après quatre éditions[réf. nécessaire]. Après avoir été épuisé durant de nombreuses années, une édition de poche a été republiée en juin 2013.
Le site web de l'auteur déclare qu'il est en train de travailler à une courte suite qui devait originellement sortir en 2006. Toutefois, cette suite n'a toujours pas été publiée à ce jour[réf. nécessaire].

### La controverse Timothy McVeigh
Timothy McVeigh a lu le roman en attendant son procès pour l'attaque à la bombe d'Oklahoma City. Il adora le livre, et il nota que s'il avait été publié quelques années plus tôt, il aurait sérieusement songé à effectuer des attaques-snipers dans une guerre d'épuisement contre le gouvernent au lieu de placer une bombe dans un bâtiment fédéral :

« Si les gens disent que le Journal de Turner fut ma Bible, Unintended Consequences serait alors mon Nouveau Testament. Je pense que Unintended Consequences est un meilleur livre. il aurait pu changer tout mon plan d'opération si je l'avais lu en premier. »

John Ross a posté une réponse aux commentaires de Timothy McVeigh sur son site web :

« Avant toute chose, les auteurs n'ont aucun contrôle sur qui décide d'admirer leur travail. Souvenez-vous que lorsque le FBI perquisitionna la piaule de Unabomber, de son vrai nom Ted Kaczynski (après que son frère l'eut dénoncé), ils ne trouvèrent que quelques effets personnels et juste un vieux livre très usé. Quel était le seul titre auquel Unabomber attachait tant d'importance pour qu'il soit sa seule lecture? Sauver la planète Terre, d'Al Gore. »